# Aapeli Saarisalo

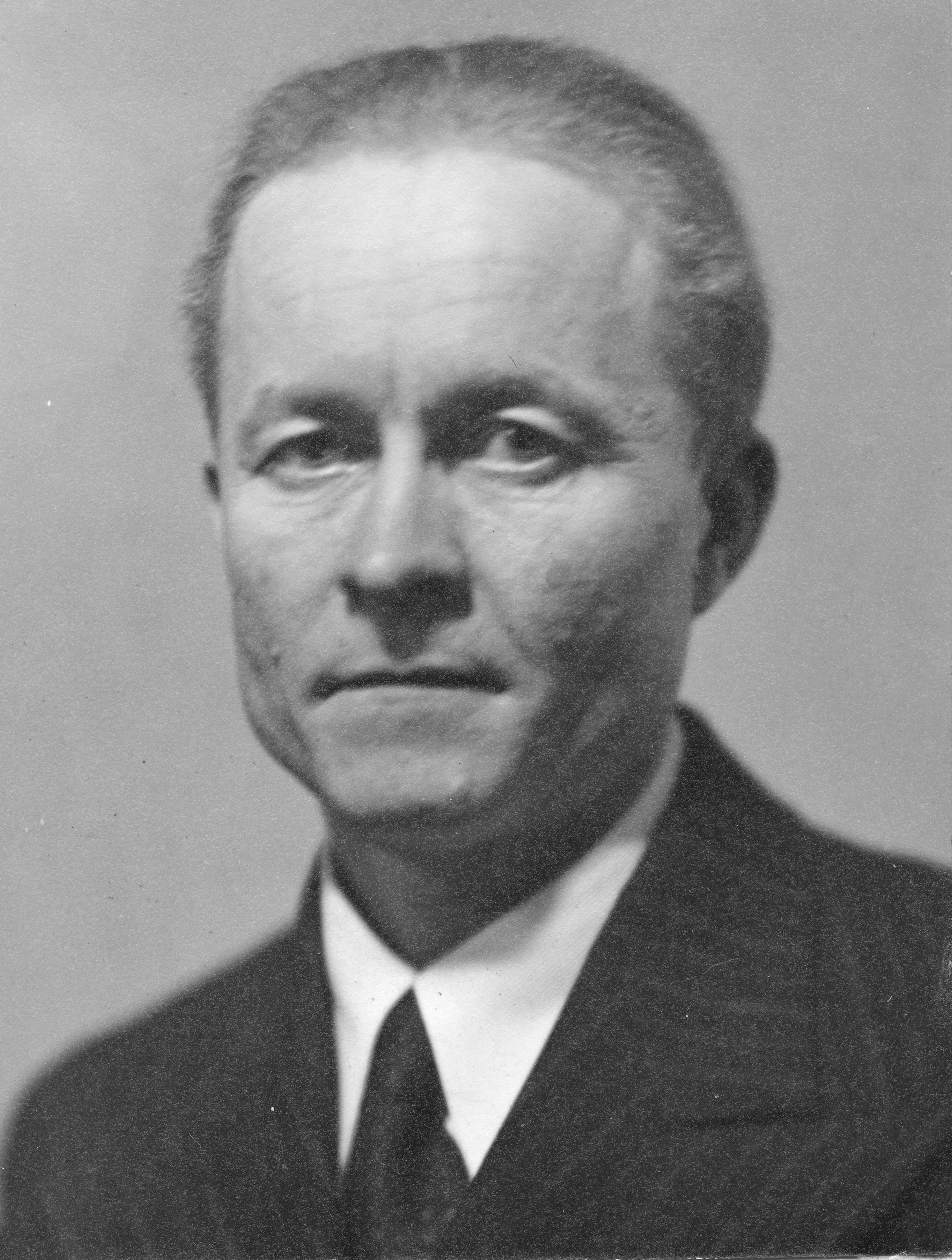
Aapeli Saarisalo.

Akseli Aapeli Saarisalo (till 1906 Österman), född 22 juni 1896 i Rimito, död 11 juni 1986 i Kisko,  var en finländsk orientalist.
Saarisalo blev teologie doktor 1927. Han var 1928–1935 docent i biblisk arkeologi och 1935–1963 professor i orientalisk litteratur vid Helsingfors universitet. Han var en av föregångsmännen inom den bibliska arkeologin och företog regelbundet studieresor till Palestina och Egypten samt deltog i utgrävningar i Mesopotamien, nuvarande Irak.
I ett stort antal arbeten behandlade Saarisalo det Heliga landets forntid och olika bibliska gestalter, bland annat apostlarna Petrus och Paulus. Han gjorde även en översättning av Nya testamentet till finska som utkom 1969. Hans populärvetenskapliga författarskap omfattade bland annat biografier över Paavo Ruotsalainen, Lars Levi Laestadius och Aurora Karamzin. Verket Raamatun sanakirja som utkom 1936 har därefter utkommit i flera upplagor även på svenska och norska. På svenska utkom boken 1939 i samarbete med David Hedegård under titeln Biblisk uppslagsbok. Två memoarböcker, Rymättylän räätälin poika och Elämäni mosaiikkia, utkom 1975 och 1977.
Han utnämndes till filosofie hedersdoktor 1964.